# Renansart
Renansart település Franciaországban, Aisne megyében. Lakosainak száma 149 fő (2022. január 1.). Renansart Anguilcourt-le-Sart, Brissay-Choigny, Brissy-Hamégicourt, Nouvion-et-Catillon, Nouvion-le-Comte, Séry-lès-Mézières és Surfontaine községekkel határos.

## Népesség
A település népessége az elmúlt években az alábbi módon változott:
| Lakosok száma | 192  | 192  | 175  | 172  | 171  | 174  | 164  | 157  | 155  | 149  |
|               | 1968 | 1982 | 1990 | 2006 | 2013 | 2015 | 2017 | 2019 | 2020 | 2022 |